# Karawelowe
Karawelowe (ukrainisch Каравелове) ist eine Siedlung im Süden der ukrainischen Oblast Mykolajiw mit etwa 900 Einwohnern (2024).

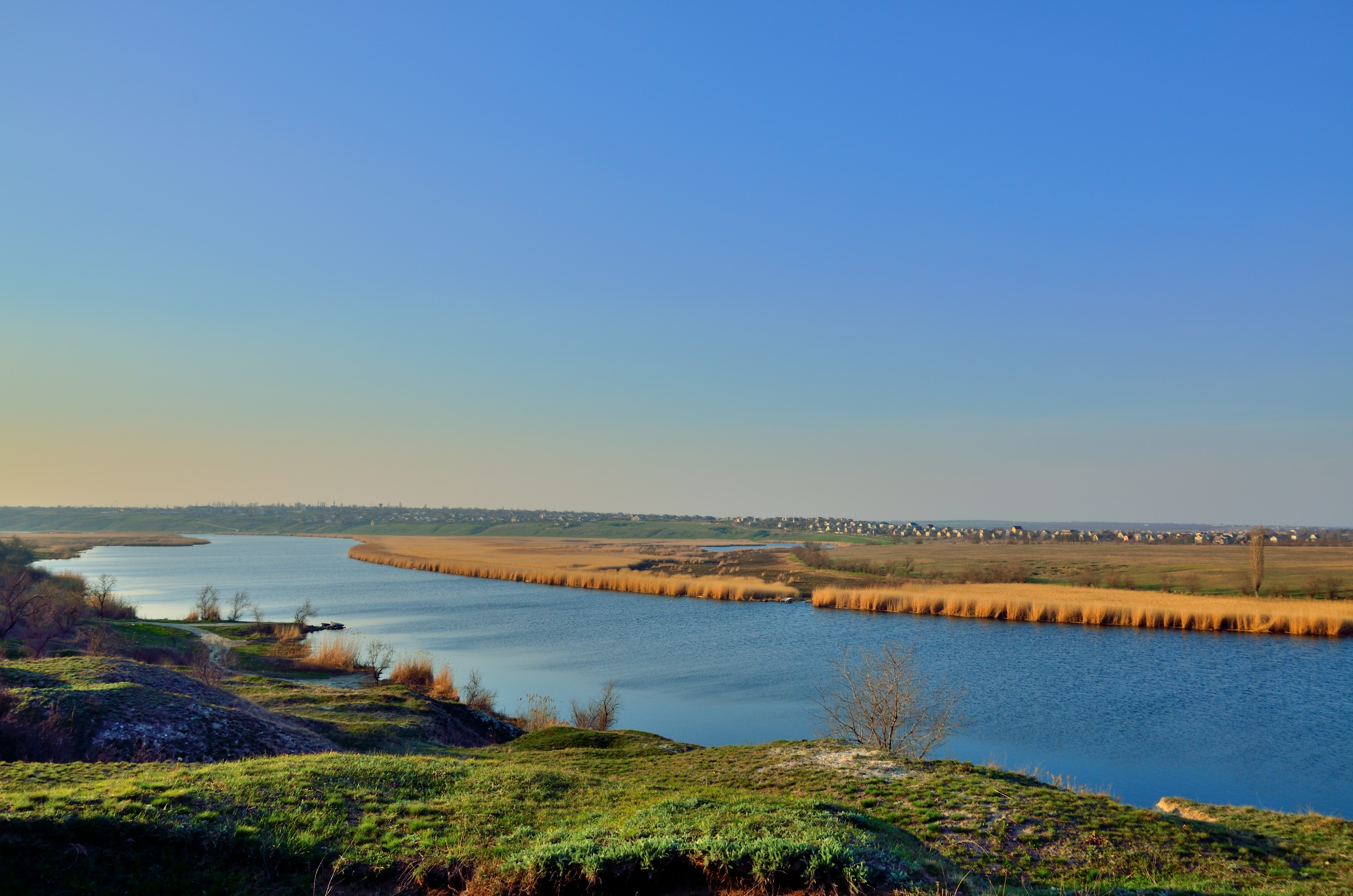
Der Inhul mit Blick auf das Dorf Karawelowe

Das im November 1922 gegründete Dorf hieß bis 2016 nach dem bulgarischen Aktivisten der internationalen kommunistischen Bewegung Wassil Kolarow Коларівка Kolariwka bzw. russisch Коларовка Kolarowka und wurde dann, im Zuge der Dekommunisierung in der Ukraine nach dem bulgarischen Dichter Ljuben Karawelow in Karawelowe umbenannt.
Die Ortschaft liegt auf einer Höhe von 39 m am Unterlauf des Inhul, eines Nebenflusses des Südlichen Bugs, 4 km nordöstlich vom Gemeindezentrum Mischkowo-Pohorilowe und 8 km nordwestlich vom Rajon- und Oblastzentrum Mykolajiw.
Seit dem 19. September 2019 ist Karawelowe Bestandteil der Landgemeinde Mischkowo-Pohorilowe (Мішково-Погорілівська територіальна громада Mischkowo-Pohoriliwska terytorialna hromada).
Zuvor war die Siedlung das administrative Zentrum einer Landratsgemeinde im Rajon Witowka, zu der noch die Dörfer 
Dobra Nadija (Добра Надія, ⊙) und
Jasna Poljana (Ясна Поляна, ⊙) 
sowie die Siedlungen 
Sajtschiwske (Зайчівське, ⊙) und 
Kapustyne (Капустине, ⊙) gehörten.
Seit dem 17. Juli 2020 ist es ein Teil des Rajons Mykolajiw.